# Kladkový nerv
Kladkový nerv (latinsky: nervus trochlearis), jinak též IV. hlavový nerv, je čtvrtý a vůbec nejtenčí hlavový nerv. Obsahuje pouze motorická vlákna ovládající musculus obliquus superior („horní šikmý sval“), což je jeden z okohybných svalů. Kladkový nerv se tedy podílí na správné pohyblivosti očních bulv, konkrétně ovládá pohyby „zevně dolů“. Vychází z mozkového jádra ve středním mozku, které se nachází kaudálním směrem od jader III. hlavového nervu.